# فيتوريو ستورارو
فيتوريو ستورارو (بالإيطالية: Vittorio Storaro)‏ (و. 1940  م) هو مصور سينمائي إيطالي، ولد في روما.

## التعليم
تعلم في المركز التجريبي للتصوير السينمائي ‏.

## جوائز وترشيحات
حصل على جوائز منها:
جوائز
- جائزة الأوسكار لأفضل تصوير سينمائي، عن عمل: الإمبراطور الأخير
- جائزة الأوسكار لأفضل تصوير سينمائي، عن عمل: القيامة الآن
- جائزة الأوسكار لأفضل تصوير سينمائي، عن عمل: ريدز

ترشيحات
- جائزة الأوسكار لأفضل تصوير سينمائي، عن عمل: ديك تريسي

ترشح لـ:
- جائزة الأوسكار لأفضل تصوير سينمائي، عن عمل: القيامة الآن
- جائزة الأوسكار لأفضل تصوير سينمائي، عن عمل: الإمبراطور الأخير
- جائزة الأوسكار لأفضل تصوير سينمائي، عن عمل: ريدز
- جائزة الأوسكار لأفضل تصوير سينمائي، عن عمل: ديك تريسي.

## وصلات خارجية
- فيتوريو ستورارو على موقع IMDb (الإنجليزية)
- فيتوريو ستورارو على موقع قاعدة بيانات الأفلام العربية
- فيتوريو ستورارو على موقع ألو سيني (الفرنسية)
- فيتوريو ستورارو على موقع أول موفي (الإنجليزية)
- فيتوريو ستورارو على موقع بوكس أوفيس موجو (الإنجليزية)
- فيتوريو ستورارو على موقع قاعدة بيانات الأفلام السويدية (السويدية)
- فيتوريو ستورارو على موقع ديسكوغز (الإنجليزية)
- فيتوريو ستورارو على موقع قاعدة بيانات الفيلم (الإنجليزية)
- فيتوريو ستورارو على موقع كينوبويسك (الروسية)